# モーグ・シンセサイザー
モーグ・シンセサイザー（英語: Moog Synthesizer）は、アメリカの電子工学博士であるロバート・モーグが開発したアナログシンセサイザー及びその製品群である。Moogにはモーグ、モウグなど、さまざまなカタカナ転写がある。「ムーグ」と表記されることもあるが、後述の通りこれは誤りであると公式に表明されている。本稿では日本のオフィシャル・サプライヤーが定めた『モーグ』と表記する。

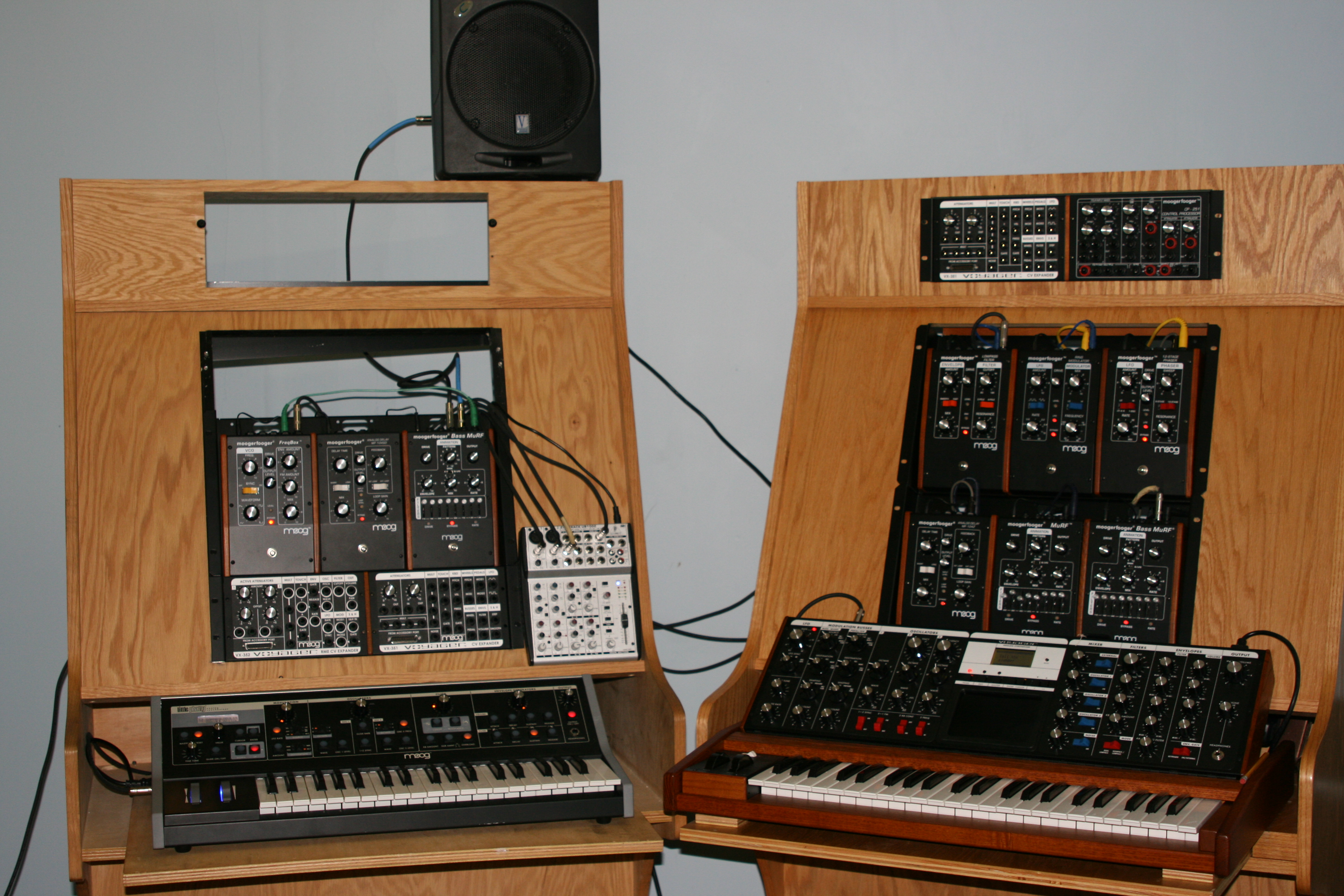
2007年のモーグ製品

|                        |  |                          |
| モーグ・シンセサイザー |  | 1970年代初期のモーグ製品 |

## 概要
モーグ・シンセサイザーは、電気的振動を発生、変調、制御する統合的電圧制御モジュール群と、各種コントローラーで構成される 電子楽器(シンセサイザー)の一つである 
。
1964年、ニューヨークで開催されたAES (Audio Engineering Society Inc.) のコンベンションで初めて公に披露された。

## 代表機種

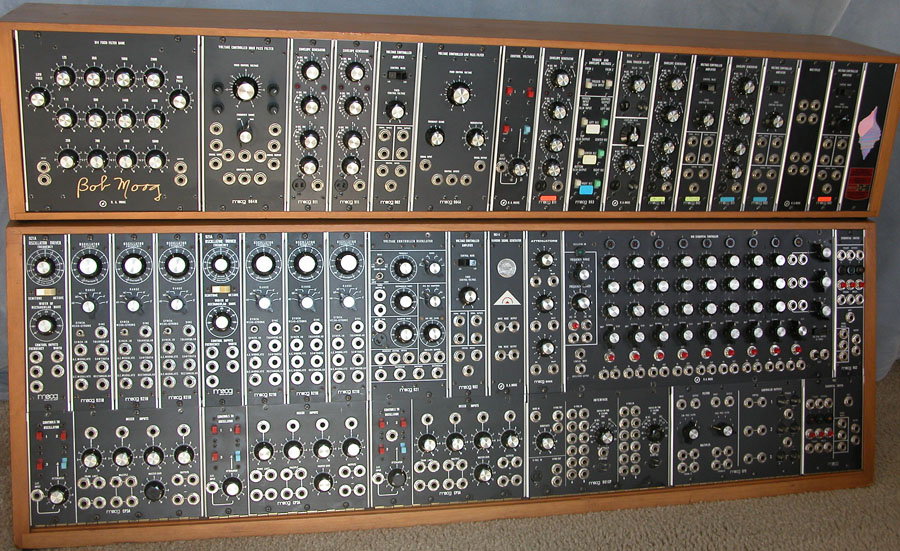
モーグ・モジュラー55

### モジュラー・システム
モジュラー・システム（Modular System）は単独仕様の機種ではなく、発音、増幅、変調、制御等、シンセサイズ機能ごとにデザインされた複数のモジュールを、C型（コンソール）キャビネットまたはP型（ポータブル）ケースに必要に応じて組み込むことが可能なカスタム製品として商品化されたパッチ式のシンセサイザーである。

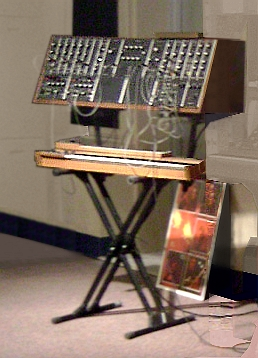
Synthesizer 1C

 最初期のモジュラー・システムは、モーグが1963年11月にロチェスターで開かれたNew York State School Music Associationの会合でハーブ・ドイチ (Herb Deutsch)と知己を得て1964年7月～9月に行った共同開発作業により製作された「The First Moog Synthesizer」である。本機は1982年にミシガン州のヘンリーフォード博物館に寄贈され現在も展示されている。1964年のAESのコンベンションで、Alwin Nikolais, Lejaren Hiller, エリック・シディ (Eric Siday)の3人がモーグにシンセサイザーを発注し、最初期の顧客となったが、そのうちCMなど商業音楽を手がける作曲家であったシディは、複数のモジュールを組み合わせてそれらを鍵盤で演奏可能な一台の楽器として構築するモジュラー・システムの基本セット構成をモーグと共に練り上げた。1968年のモーグ社カタログには、キャビネットの形状と数によって名称が異なるセット製品＝Synthesizer Model 10, Synthesizer 1C/1P, Synthesizer 2C/2P, Synthesizer 3C/3Pなどが登場し、その後、Moog Synthesizer 12, 15, 25, 35, 55などが加わった。

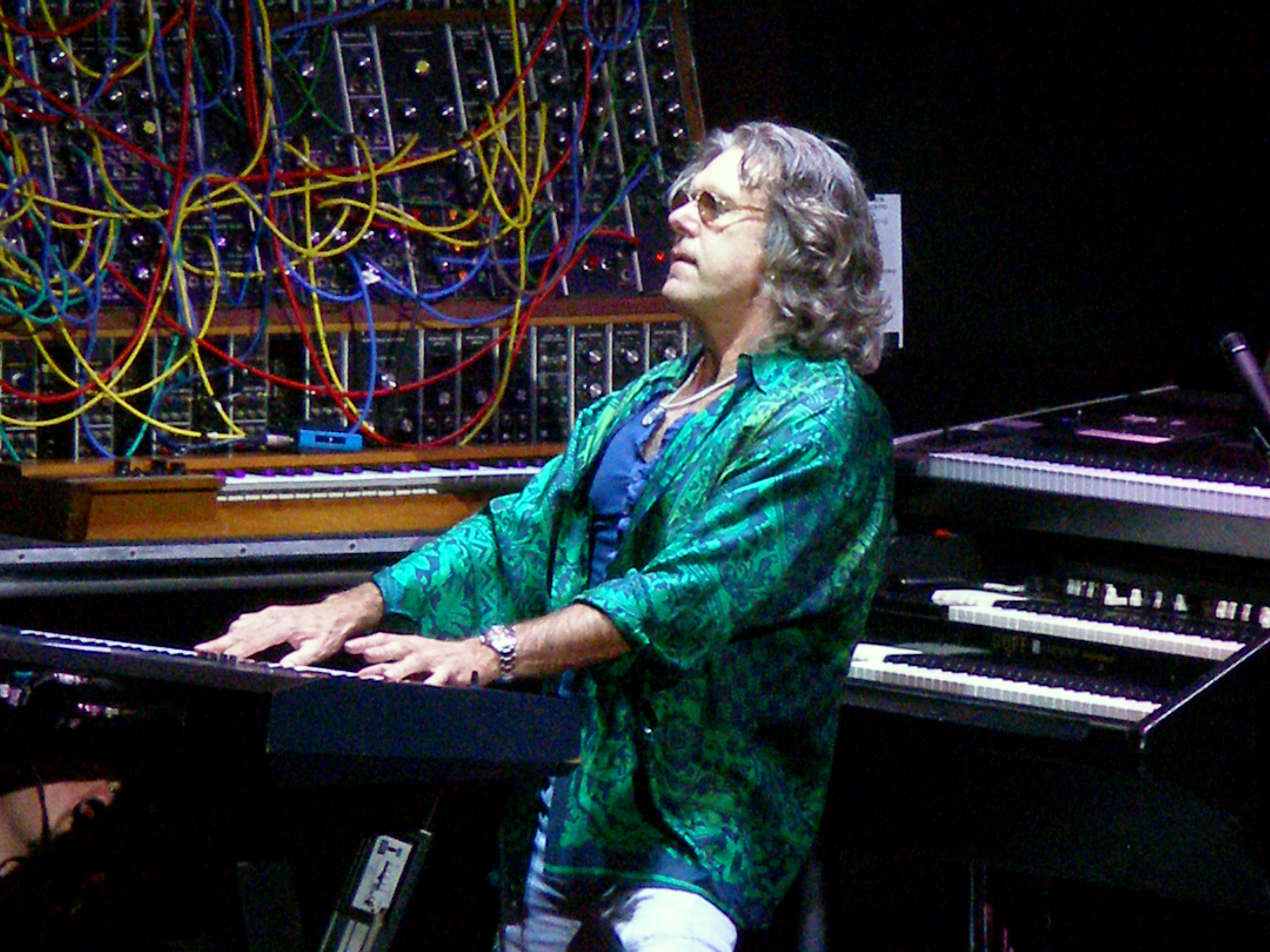
キース・エマーソンと
モーグ・モジュラー

 ウォルター・カーロス（現在のウェンディ・カルロス）は、タッチ・センシティブ・キーボード、ポルタメント・コントロール、フィックスド・フィルター・バンクなど、現在では一般的となった重要機能の追加及びカスタム・モジュール開発において、モーグと協力した。モーグは常に多くのミュージシャンの意見を聞き、その意見を反映して数多くのカスタム・モジュールとコントローラーを製品化した。ガーション・キングスレイにより提案された、ライブ時などでの音色切り替えをスイッチのワンプッシュで可能とするファクトリー・プログラマブルな「プリセット・モジュール」を加えたモジュラー・システムは、1969年にニューヨーク近代美術館でのコンサート「Jazz in the Garden」のため3台製作されたが、その内の1台を翌70年にキース・エマーソンがイギリスのディーラーを通じて購入する。この音色プリセットが可能なモジュラー・システムを皮切りに、その後エマーソンはキャビネットとモジュールを鋭意追加し、彼自身の「モンスター・モジュラー・システム」を構築した。
標準的なシステムの価格は当時6,000ドル（1ドル＝360円で216万円）程度であった。
近年になり、モジュラーシステムも数量限定で復刻されている。最初にキースエマーソンモデルが全世界5台限定で発売、そのうち1台は浅倉大介によって購入され、以後スタジオやライブ使用されている。金額はスーパーカー1台分だったという。次にSystem55, 35, 15と35用のエクスパンションキャビネット、キーボードコントローラが復刻された。そしてIIIc, IIIp, Model-10も少数復刻された。

### ミニモーグ

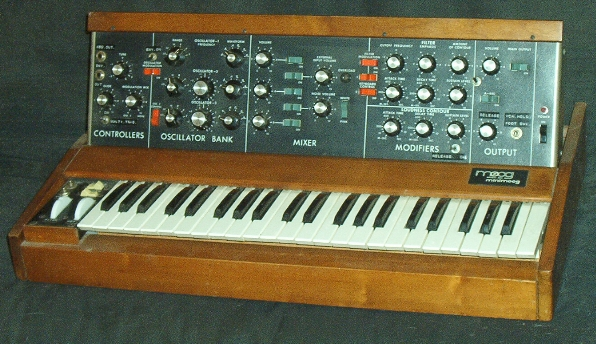
ミニモーグ

ミニモーグ (Minimoog) は、1970年に開発され、1971年から量産商品として楽器店に流通した、鍵盤一体型のポータブルなパフォーマンス・シンセサイザーである

ただし、「1970年に発売された」もしくは「1970年に、モーグのカタログに発表された」と説明する書籍もある。
キース・エマーソン、リック・ウェイクマン、ヤン・ハマーなど、世界中のミュージシャンに愛用されている。モジュラー・システムが各モジュールをパッチケーブル（主にエフェクター同士を繋ぐ10cm前後のシールドケーブル）で接続することで自由度の高い音色合成を行うのに対し、ミニモーグには限定的仕様の複数のハードウエア回路基板が内蔵されており、スラント可変型コントロール・パネル上に機能毎のポイントがレイアウトされたスイッチとノブを調整制御することで音色を構築する。音色合成の自由度はモジュラー・システムよりも劣るが、外部拡張性を考慮した入出力端子が装備されている。操作の容易さと明快な機能性に加え、鍵盤（44鍵・低音発音優先）、ピッチ・ベンダー、モジュレーション・ホイールといったパフォーマンス・コントローラーがワンパッケージにまとめられているため、演奏中に音色や機能をコントロールしやすく、キーボード・プレイヤーの音楽的な表現手法の拡大にも大きく貢献した。
同時発音数＝1のモノフォニック・シンセサイザーであるため単体での和音演奏は難しいが、多くのプレイヤーは3つのVCOの音程をずらすなどのアプローチでポリフォニック的な表現を試みた。ベース・サウンドは唯一無二の存在感で、VCFに採用されたNPNバイポーラトランジスタCA3046 で構成された「モーグ・4ポール・ラダーフィルター」が作り出す特徴的なサウンド・キャラクターによって、音楽界における地位を不動のものとしている。ハードウェア及びソフトウェアを含めて、商品化されたシンセサイザーの規範であり、その太く深みのあるサウンドは新旧ミュージシャンに支持され続けている。
製品化されたモデルはD型で、プロトタイプに A , B , C , D 型が存在する。オシレーター・ボードが異なった初期型のサウンドを好むユーザーも多いが、電源等の改良がなされた後期型の安定性を重視する者も多い。ライブ演奏時のトラブルの多くは、鍵盤及び基板やトリマーなどの接点不良、電源回路電圧不良、それらによる調整不良などに起因するため、多くのキーボード・テックが現場での対処法を開拓してきた。生前のモーグ自身も、機会あるごとに直接ユーザーに助言を呈した。
Studio ElectronicsによりラックマウントされたMIDIMOOG、MIDIMINIが存在する。MIDIとオシレーター・シンクとLFOが追加され、オリジナル・ミニモーグの音色をさらに幅広いものにしている。ベンダーとモジュレーションホイールの効き方がMIDIコントロールのためオリジナル・ミニモーグと異なる。

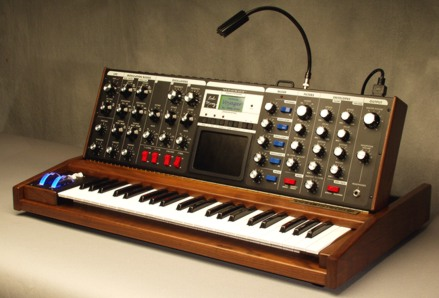
ミニモーグ・ボイジャー

2002年に製品化されたミニモーグ・ボイジャーは、ロバート・モーグが最後に開発したシンセサイザーである。すでに生産終了となっている本機は、オリジナル・ミニモーグのレプリカではないため機能もサウンドも独自のものとなっているが、設定によってはオリジナル・ミニモーグと比較して遜色のない音が出せる。トランジスターアレイには CA3086 が採用されている。独立したLFO、オシレーターシンク、デュアルフィルターによるステレオ出力、XYパッド、音色メモリー機能、モジュレーションバスなど、オリジナルにはない多数の機能拡張が行われた。パフォーマーエディションと称された標準の木目調の他、ホワイトボディやブラックボディ、文字盤・ホイールのバックライト付きモデル、アルミニウム筐体モデル、金メッキ・ダイヤモンド装飾モデルなど多くのバリエーションがある。アメリカ国内でのみ注文できたカスタムモデルは受注生産で、ウッドの材質（ローズウッド、メープルウッド、ウォールナット等）やパネル・ホイールのバックライト色（ピンク、赤、オレンジ、白、黄、青、緑など）を指定できた。音色メモリ機能やXYパッドを持たないボイジャー・オールドスクールというモデルもある。後期には鍵盤数を61に拡張し、パッチベイ、リボン・コントローラー、セカンドLFOを装備し、40周年記念の巨大なボイジャーXLも発売された。ボイジャーXLも標準の木目ボディの他、白や黒、Tolex Limitedモデルなどのバリエーションがあった。
2016年にはオリジナル・ミニモーグ・D型の復刻版として、Model D reissueが限定発売された。完全なレプリカではなく、デジタル制御のイニシャル・アフタータッチ付き鍵盤、フィードバック内部結線、MIDI入出力、独立したホイール用LFOを装備する。ウッド筐体の材質は標準仕様のチークの他、ウォールナット仕様も存在する。
ミニモーグをエミュレートしたソフトウェア・シンセサイザーが数種存在するが、商標権以外でモーグおよびモーグ社が開発に関与した製品はない。

### コンステレーション
「コンステレーション」（Constellation,「星座」の意）とは、1973年頃 Tom Rhea が企画したモーグ社のシンセサイザー・アンサンブルシステムで、予告広告によれば下記構成が1974年早期にリリースされる予定だった 。プロトタイプ機は エマーソン・レイク・アンド・パーマーに提供され、『恐怖の頭脳改革』のレコーディングとツアーで使用されたが、システム全体の商品化は頓挫した。
アポロ （Apollo, 琴を持つギリシャ神話の神アポロンの意）ポリフォニックシンセサイザー  (→ 1975年 ポリモーグ・シンセサイザー)
ライラ （Lyra, こと座の意）タッチセンシティブ付きソロシンセサイザー 
タウラス （Taurus, おうし座の意）ベースペダル・シンセサイザー (→ 1975年 タウラス)

### ポリモーグ

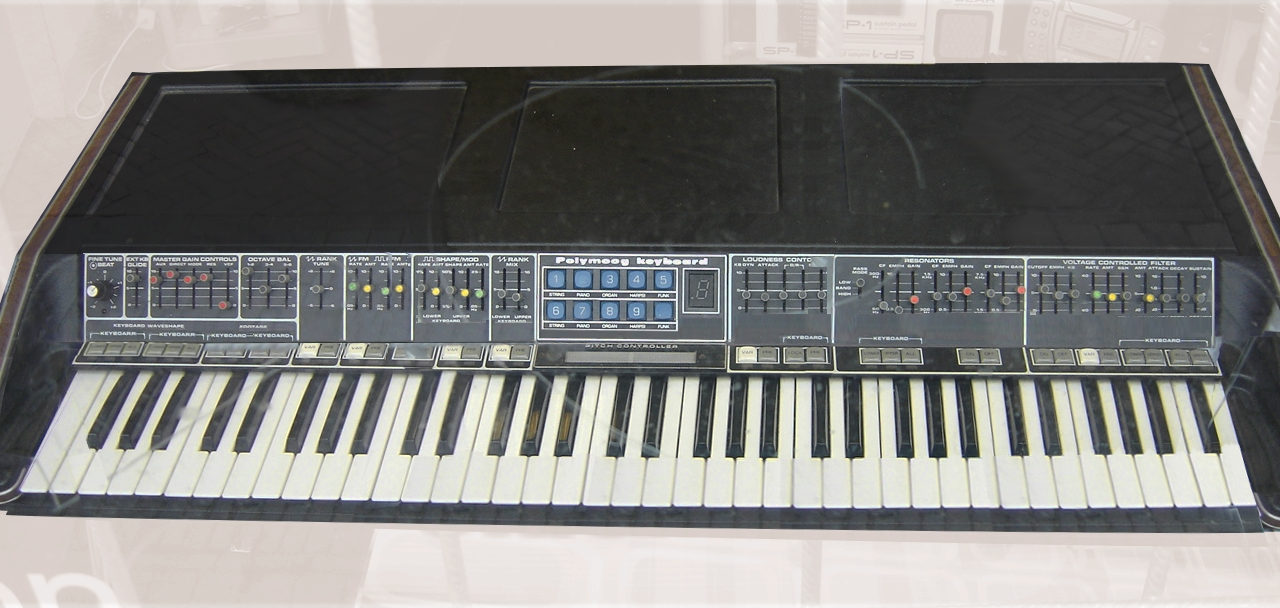
ポリモーグ

ポリモーグ (Polymoog) は、1975年にモーグ社が開発したシンセサイザーである（参考書籍： 「シンセサイザーがわかる本　予備知識から歴史、方式、音の作り方まで」
相原耕治、スタイルノート、2011年、p53-54）。フルポリフォニック（一度にいくつでも音を出すことができる）で鍵盤演奏可能な初のモーグ・シンセサイザーである（参考書籍： 「シンセサイザーがわかる本　予備知識から歴史、方式、音の作り方まで」
相原耕治、スタイルノート、2011年、p53-54、   「たった1人のフルバンド　YMOとシンセサイザーの秘密」松武秀樹、勁文社、1981年、p149
）。8種類のプリセット・ボイスがあり、ライブ演奏のときでも簡単に音色を変えることができる（参考書籍：①   「たった1人のフルバンド　YMOとシンセサイザーの秘密」松武秀樹、勁文社、1981年、p149
）
Dave Luceによって開発されたもので、ロバート・モーグは開発には関わっていない。ライブパフォーマンスにおいて、プリセット音色による素早い音色チェンジと、カスタム音色を自由に作れる機能の両立を目指した。発音機構は1937年ハモンド・ノヴァコードで最初に製品化され、分周オルガンやストリングス・キーボードで広く普及したトップ・オクターブ・シンセシス（top octave synthesis=TOS）で、ピアノ・ハープシコード・ブラス・ストリングスといったプリセット音色を出発点とし、プリセットそのもの、元波形にパラフォニック形式の単一ローパス/ハイパス・フィルターを通したもの、3バンドパラメトリックイコライザーの一種であるレゾネータを通したものをミックスして最終出力とした。LFOとS&Hのモジュレーション機能、ベロシティ・センシティヴ=71鍵キーボード、キースプリット、リボンコントローラーによるピッチベンド、フットコントローラーのPolypedal等が主な特徴。独自ICを開発し、コストの低減をはかった。正式な発表は1975年だが、1973年にはエマーソンやパトリック・モラーツなどが試作品を使用していた。発売後はクラフトワーク、ゲイリー・ニューマン、日本ではイエロー・マジック・オーケストラも使用していた。ポリモーグ・シンセサイザー (Polymoog synthesizer=model 203A) と廉価版でプリセットのみのポリモーグ・キーボード (Polymoog keyboard=model 280A・1978年) の2機種が存在する。ポリモーグ・キーボードはプリセット音色数が増え、Vox Humanaというヒューマンボイス音色を提供するための基板を追加搭載している。ポリモーグのプロトタイプとして、プリセットのみで音色数が少ないアポロ(apollo)という機種もあった（上節「コンステレーション」参照）が、市販はされていない。

### タウラス・ペダル・シンセサイザー

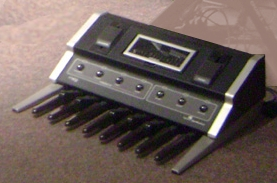
タウラス I

タウラス・ペダル・シンセサイザー (Taurus Pedal Synthesizer) は「コンステレーション・プロジェクト」から独立して1976年に商品化されたシンセサイザーである。後述のタウラス・ツーと区別するためしばしばタウラス・ワン (Taurus I) と呼ばれる。C-Cの13足鍵盤、プリセット音色=3 (Tuba/Bass/Taurus)、ユーザープログラマブル音色＝1、オシレーターレンジ＝5オクターブ、2オシレーター、4ポール・ローパスフィルターによるVCF, A/S/Dタイプのラウドネス・コントロール付きVCA, 2フット・スライダー、ポルタメントなどにより制御可能なモノフォニック仕様。設計者はポリモーグ同様Dave Luceである。
このベースペダル・シンセサイザーのサウンドはボブ・モーグがデザインした楽器の持つ低音とはニュアンスの異なる独特の太さを持ち、その重厚なベース持続音をベースペダルポイントやドローンとして演奏に使用するスタイルでピンク・フロイド、イエス、ジェネシス、マリリオン、U.K.以降のジョン・ウェットン、ラッシュ、U2、モトリー・クルー、レッド・ツェッペリン、ポリス時代のスティングとアンディ・サマーズ、ラウドネスの山下昌良、ANTHEMの柴田直人、レインボー時代のリッチー・ブラックモア（1977年にはキーボーディストのデヴィッド・ストーンも）、イングヴェイ・マルムスティーンなど新旧のハードロック・ヘヴィメタルバンドやプログレッシブ・ロック・バンドを始め多くのアーティストに愛用された。キーボーディストよりもむしろギタリストやベーシストによる使用が顕著である。タウラス・ワン独特の重低音の要因としては、変調入力を持たずモーグには珍しいV/Hz方式の安定度が高いVCOと、VCF/VCAのローエンド・ブースト特性、2オシレーターのデチューン時にフェイズ・キャンセレーションが生じにくい発振器の混合回路構成等が挙げられている。しかしベークライト製の足鍵盤部や外装部品の物理的な欠損が生じやすく美品での残存は少ない。
1981年に発表されたタウラス・ツー (Taurus II) は、18鍵の足鍵盤にストレート・スタンドを立ててローグの音源部を乗せたモデルだが、タウラス・ワンとは全く出音が異なる別種の楽器である。
ボイジャーを製品化した後、タウラス・ワンのユーザとしても知られるある著名なミュージシャンが、モーグに電話をかけてボイジャーを購入した感想を述べた。彼は開口一番「また、だめな楽器を世に送り出したな。ボイジャーもミニモーグと同じでタウラス・ワンと同じ音が出なかったよ」と言って笑った。モーグは笑って答えた。「全て楽器にはそれぞれの音があり、異なった楽器である以上、同じ音が出ることの方がおかしい。それに、それを誰よりも一番分かっているのは君のはずだ。なにしろ、君は今も何十本ものベースをステージに並べて曲ごとに忙しく交換しているんだから」。
2009年、モーグ・ミュージック社はタウラス・ペダル・シンセサイザーの再製品化（Taurus III）をアナウンスした。現在は生産完了しており、音源部分をMIDIモジュールのMinitaurとして販売している。ちょうどTaurus IIの音源部分に手弾き用鍵盤をつけたRougeと同様の位置づけとなる。

### メモリーモーグ
メモリーモーグ (Memorymoog) は作成した音色を100種類記憶=メモリーできる6音ポリフォニックシンセサイザー。フィルター回路以外はダグ・カーティス (Douglas R. Curtis,2007年1月没)のCurtis Electromusic社製CEM chips =CEM3340(VCO) CEM3360(VCA) CEM3310(EG)を使用し、Z80によるキーアサイン方式（CPUアサイン方式）で発音制御をする。発表は1982年だが、1984年にMIDIに対応したメモリーモーグプラス (Memorymoog Plus) が発売された。ミニモーグを6台内蔵したかのような構成で、トータル18オシレーターを使用可能。モノフォニックモードでそれらを一斉に鳴らすこともできる。ロバート・モーグは携わっておらず、Rich Walborn（Prodigy等の開発者）とRay Casterが開発を担当した。

### PHATTYS
Phattysとは、Little Phatty（後期モデルのStage IIを含む）、Sub Phatty、Slim Phatty（Little Phatty Stage IIの鍵盤無しモジュール版）の総称である。現行のSubsequent37もこの系列に属する。moogとしては安価な、幅広いユーザー層に向けた量販モデルである。
Little Phattyは2006年に発売された。モーグ博士が最後に初期設計を手がけた製品ではあるが、完成の前に逝去しているため、最後まで関与した製品はボイジャーとなる。当初はツマミの多い伝統的なデザインで音色メモリー機構はなかった。Axel Hartmannを製品デザイナーとして招聘し、氏の意見で音色メモリー付き、自照式パラメータ選択ボタンとLED付き大型エンコーダで音作りをする機構が採用された。この機構は賛否両論があったが、Little Phattyは成功をおさめた。後継モデルのStage IIではUSB-MIDIを装備した。多くのカスタムカラーバリエーションがあり、限定モデルとして販売された。音色は高域が少ないまろやかな印象で、70～80年代モーグのアグレッシブな音色とは異なる。MIDIチェイン機構により複数台を接続するとポリフォニック化することができた。Sub Phattyは2オクターブ鍵盤の小型モデルである。サブオシレーターがついたのでこの名称となった。
Sub37 Tribute Editionは2014年にLittle Phatty StageIIの後継モデルとして発売された。評判がいまひとつだったパラメータ選択ボタン・大型エンコーダ式は排され、ツマミが多く搭載された伝統的なフロントパネルになったが、筐体のベース形状はLittle Phattyをそのまま引き継いだ。サブオシレータが装備され、ボイジャーと同様のモジュレーションバスも導入された。音色ダイレクト選択スイッチ、シーケンサー、デュオフォニック演奏モードなどの機能拡張も行われた。プラスチック軸の小型可変抵抗器を表面実装としたため、最初期ロットではVCFカットオフツマミ（大型）を頻回に回すと可変抵抗器のプラスチック軸が折れてしまうという不具合が多発、リコールされている。その後、丈夫な金属シャフトの大型可変抵抗器に変更、基板のレイアウトも変更された。Subsequent 37はSub37の後期モデル、マイナーチェンジモデルであり、外観や機能の違いはない。ミキサーセクションに改良を加え、波形が飽和しにくくなっていたり、ヘッドホンの出力が高められていたりなどの改良が加えられている。

### Minitaur / Sirin
MinitaurはTaurus IIIベースペダルを元にした小型のMIDIベース音源モジュールである。PCエディター（有償）を用いることで、本体では操作できないパラメータを変更できる。SirinはMinitaurの派生モデルで、全世界1200台限定。ベース限定だったMinitaurの発音音域を広げたものであるが、音色は異なる。Minitaurの太く濁った粗野な音ではなく、細身で洗練された音である。

### Mother 32 / DFAM / Subharmonicon
ユーロラックモジュラーシンセブームを意識した、小型のセミモジュラーデスクトップ音源である。Mother 32は伝統的な構成のシンセサイザー、DFAMはドラム特化シンセサイザーである。Subharmoniconはメインオシレーターと、その整数分の1の周波数を作り出すサブハーモニックオシレーターを各2基ずつ持ち、デュオフォニック動作をする。2基の4ステップシーケンサーでそれぞれのオシレーターを鳴らすことにより、複雑なリズムを生み出す新しい構成のシンセサイザーである。

### Grand Mother / Matriarch
鍵盤付きのセミモジュラーシンセサイザー。PHATTYSとは性格が全く異なるため、併売されている。Axel Hartmannは関与しておらず、moogの内製デザインとなる。多数のパッチング用ジャックを装備し、信号の流れを自由に変更できる。最初期のモジュラーモーグシンセサイザーの回路を踏襲したもので、荒削りな音を特徴とする。Grand Motherはモノフォニックで、スプリングリバーブを内蔵する。Matriarchはモノフォニック、デュオフォニック、4パラフォニックを切り替えられ、フィルター以降がステレオ仕様で、アナログステレオディレイを内蔵している。

### Moog One
Moog Oneは2018年、久々のアナログポリフォニックシンセサイザーとして発売された。8音仕様と16音仕様があり、内部のシンセサイザーモジュール基板（1枚につき2音）の枚数が異なる。筐体デザインはAxel Hartmannで、メモリーモーグの筐体意匠を一部受け継いでいる。LinuxをOSとする制御機構により動作しており、カラー液晶ディスプレイ、3マルチティンバー仕様、各ティンバー独立のEventide製3系統デジタルエフェクター＋マスターエフェクター、ステップシーケンサーを搭載する。伝統のラダーフィルターの他、マルチモードのステートバリアブルフィルターも搭載する。シンセサイザー基板冷却のため、7個の小型空冷ファンを装備している。

### モーグ・シンセサイザー・リスト
- モジュラー・システム Modular Systems (1964年 - 1980年)
- ミニモーグ Minimoog (1970年 - 1982年)
- サテライト Moog Satellite (1974年 - 1979年) プリセット型
- ソニック・シックス Moog Sonic 6 (1974年 - 1979年) 主開発担当者: Gene Zumchack[14]
  - muSonics Sonic V(年1971 - 1972年) Moog Sonic 6の原型 [15]
muSonicsはR.A.Moog,Inc.と合併し、1971年に moog muSonics、1972年に moog Music となった。

|                |
| マイクロモーグ |

|              |  |
| マルチモーグ |  |

|              |
| プロディジー |

|                |
| リバレーション |

- マイクロモーグ Micromoog (1975年 - 1979年) 主開発担当者: Jim Scott
ミニモーグの廉価版にあたる1VCOシンセ
- ポリモーグ Polymoog (1975年 - 1980年)
- ミニットモーグ Minitmoog (1975年 - 1976年) プリセット型
- タウラス Moog Taurus (pedal synthesizer) (1976年 - 1981年) ペダル・シンセサイザー、主開発担当者: Dave Luce
- マルチモーグ Multimoog (1978年 - 1981年) 主開発担当者: Jim Scott
マイクロモーグ上位版の2VCOシンセ [2]、アフタータッチ採用
- プロディジー Moog Prodigy (1979年 - 1984年) 主開発担当者: Rich Walborn
ロバート・モーグ退社後に設計された2VCOシンセ (Sync付き)
- リバレーション Moog Liberation (1980年) ショルダー型
  - コンサートメイト MG-1 Moog Concertmate MG-1 (1983年) タンディ・ラジオシャック向け製品
音源部はリバレーションと共通、Prodigy相等 ＋ ポリフォニック音源他
- オーパス3 Moog Opus-3 (1980年) ストリングス/ブラス/オルガン
- タウラス II Moog Taurus II (1981年 - 1983年) ペダル・シンセサイザー
  - ローグ Moog Rogue (1981年) = Taurus IIペダルの音源部
- ソース Moog Source (1981年) モノフォニック/マイクロプロセッサーを初使用
- メモリーモーグ Memorymoog (1982年 - 1985年) 主開発担当者: Rich Walborn & Ray Caster

注：年次表記については開発年と製造年が混在している。
|                                        |           |  |
| リアリスティック コンサートメイト MG-1 |           |  |
|                                        | オーパス3 |  |
|                                        |           |  |

### 現行機種

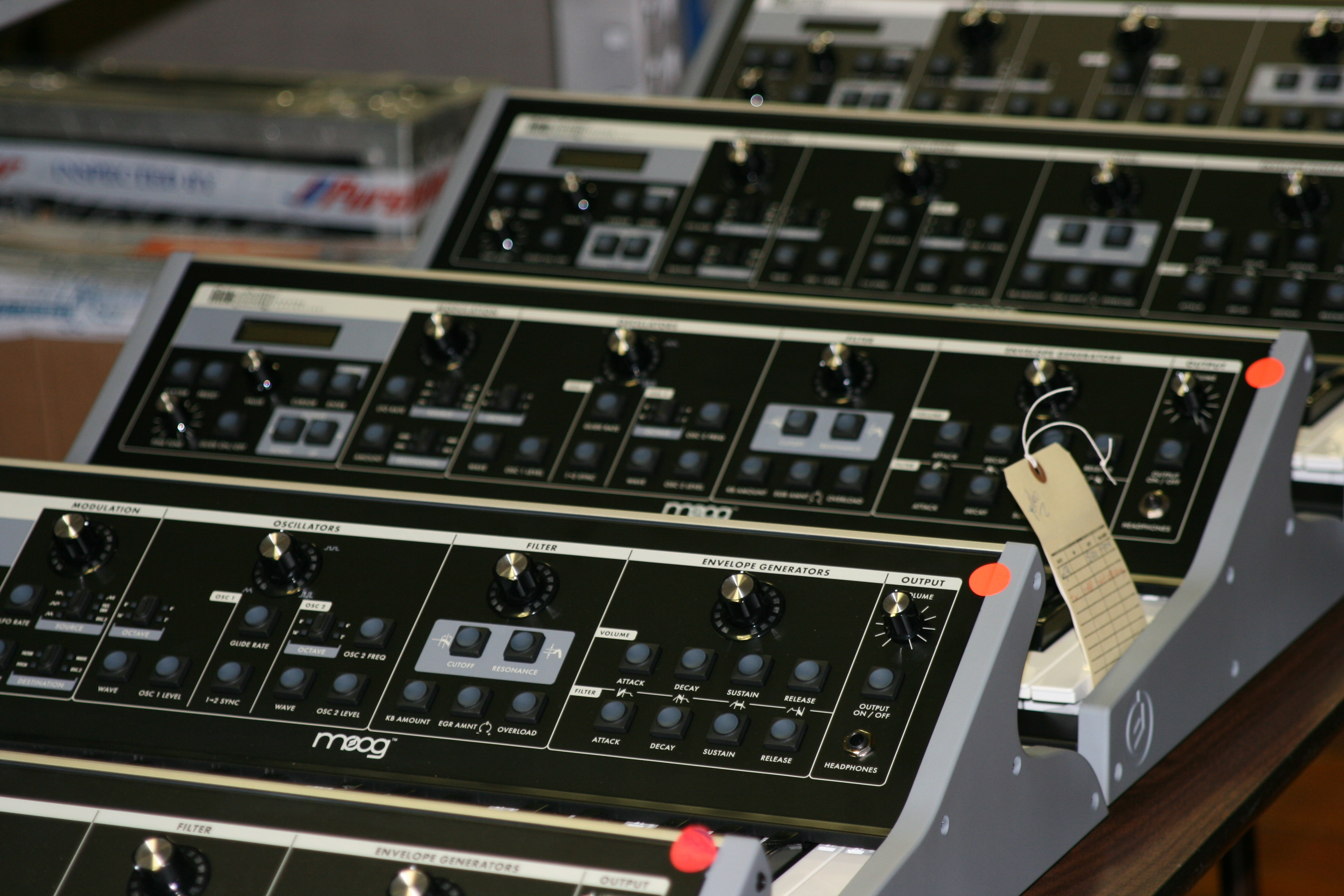
リトル・ファッティ

- モーガーフォーガー Moogerfooger (1998年 - 2018年)
- ミニモーグ・ヴォイジャー Minimoog Voyager (2002年 - 2016年)
  - ミニモーグ・ヴォイジャー Electric Blue / Rack Mount Edition
  - ミニモーグ・ヴォイジャー Old School
  - Minimoog Voyager XL (40周年記念）
- リトル・ファッティ Little Phatty (2006年 - 2013年)
  - リトル・ファッティ Stage II
- Sub37 Tribute Edition (2014年 - 2017年)
- Minimoog Model-D reissue (2016年 -)
- Subsequent37 (2017年 -)
- Grand Mother (2018年 -)
- Moog One (2018年 -)
- Matriarch (2019年 -）
- Messenger(2025年 -）

### リスト補足
RAMCOからR.A.Moog Co.時代 (1953年 - )
テルミン
- Theremin Model 201, Model 305, Model 351 (1954年) 真空管製テルミン (完成品/キット) 
- Vanguard, Professional, Melodia, Troubador (1960年) トランジスタ製テルミン (完成品/キット(Melodia)) 

応用楽器
- Clavivox (1952年, Raymond Scott) 

R.A.MoogからMoog Music時代 (- 1983年)
カスタムメイド (おそらく世界で2番目以降の音楽用ヴォコーダ)
- Vocoder by R.A.Moog, Inc.(1970年頃) 巨大なモジュラー式ヴォコーダ (2台製造) 
- Spectrum encoder for vocoder (1977年) 10バンド・ヴォコーダ、ウェンディ・カーロスと共同開発 

Bode Sound社からのOEM製品
- Bode Frequency Shifter
- Bode 7702 Vocoder ＝ Moog 16 channel Vocoder 

プロトタイプ
- Moog Constellation (1974年)  = Appllo + Lyra + Taurus 
- DSC Sequencer (1982年) Moog Source用シーケンサ/プロトタイプ 

他ブランドとのコラボレーション
- Thomas Monticello 371 & 372, Celebrity 871 (1973年、Thomas Organ)

Thomas Organ Co.がライセンス取得して製造した、モーグ・シンセサイザー内蔵の電子オルガン
- Cordovox CDX (1974年、Chicago Musical Instrument Co.) 

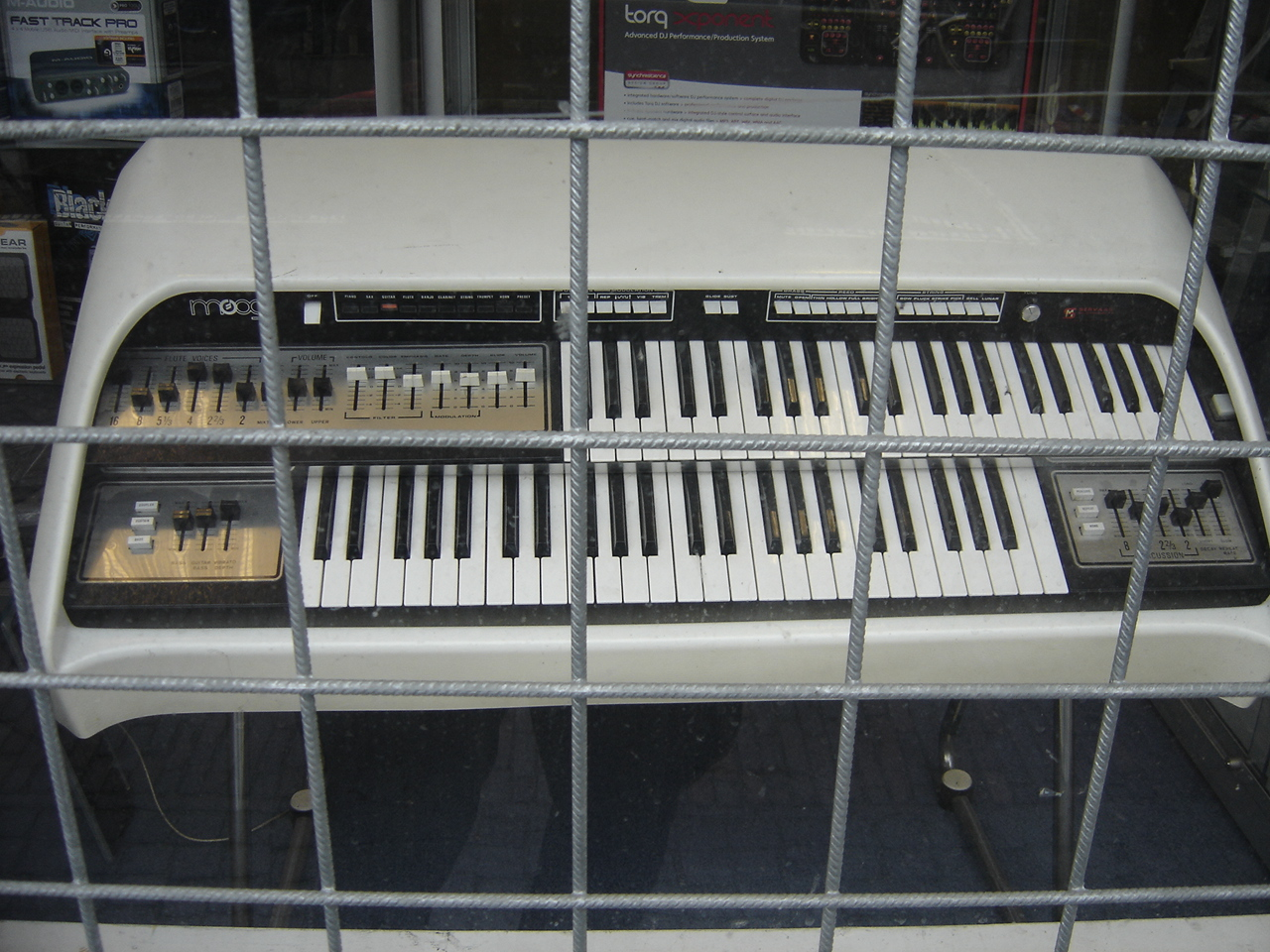
Cordovox CDX

- Sanctuary (1982年) = 教会向けMemorymoog (ラスト100台限定)
- Lab Series SynAmp (1975年) シンセ用パワードミキサー
- Gibson RD Guitar (1977年 - 1982年) ロバート・モーグによるアクティブ回路を内蔵
- Gibson/Maestro/SG/Lab series 

Moog Electronics時代 (1983年 - 1987年, 委託製造業)
- Song Producer： Commodore C64用コンピュータ音楽システム (MIDI & Trigger I/Fハード ＋ C64用ソフト) 
- Telesys 3 / The Operator ： マイクロプロセッサー内蔵の多機能電話 

プロトタイプ
- SL-8 = SPLIT + LAYER 8 voice (1983年) Sync系ハイブリッド音源/プロトタイプ 

ロバート・モーグ個人の活動 (1977年末Norlin社Moog Music部門退社後)
- Gizmotron (1979年, Gizmo社)

Gizmo社 (Mu-tronの開発元Musitronics社の後継) のAaron Newmanの求めで、ロバート・モーグが製品化に向け設計改良に参加 
- Crumar Spirit (1983年, Crumar) 基本設計: Bob Moog, Jim Scott, Tom Rhea
- Kurzweil K250 (1982年 - 1984年開発, Kurzweil Music Systems)

Kurzweil Music Systems社にてアナログ回路のノイズ対策及びアナログ・フィルター部分の設計を担当
- Kurtzweil K2000 (1991年発売, Kurzweil Music Systems)

1984～1989年、Kurtzweil社の新製品研究担当副社長時代 に職務上関与したと言われている 
|                     |  |  |
| Etherwave Theremin  |  |  |
|                     |  |  |
|                     |  |  |
| Big Briar series 91 |  |  |
| Etherwave Pro       |  |  |
|                     |  |  |

Big Briar (1978年 - 2002年)、 Moog Music (2002 - ) 
テルミン (* 印 は生産完了)
- Theremin Controller * (1982年 - 不明)
- Big Briar series 91 * (1991年 - 1996年)
- Etherwave Theremin (1995年 - )
  - Etherwave Plus

- Ethervox MIDI Theremins * (1998年 - 不明)
- Etherwave Pro * (2004年)

その他
- Moog PianoBar * (2003年) Buchla and Associatesと共同開発 

アコースティックピアノに装着し、内蔵音源やMIDI音源を演奏するための非接触型MIDI出力デバイス
- Moog guitar (2008年 - ) 
- Moogerfooger Bundle (プラグイン版moogerfooger) Bomb Factoryと共同開発

## 梯子型4次ローパスフィルタの特許と特徴
MOOGの音色を特徴付ける最も重要な要素として、梯子型4次ローパスフィルタ(LPF)が挙げられる。MOOGで使用している梯子型4次ローパスフィルタはMOOG博士の特許（アメリカ合衆国特許第 3,475,623号※）である。本特許は比較的簡単な回路構成でありながら、広いカットオフ周波数範囲（数Hz～数10kHz以上）を制御可能なVCFを実現することが出来、アナログ回路でVCFを実現していた当時としては唯一無二の回路方式であった。そのため、後発メーカは本方式もしくはこれから派生した回路方式を採用していた。有名なエピソードとして、ARP2600の初期バージョンはMOOGと同一の回路方式を使用していたが本特許に抵触しており、MOOG社から訴えられ、LPFの回路構成を変更している。ARPより更に後発であるRoland等においては、設計当初から特許を回避する方式をとったが、基本形は変わっていない。
MOOG博士の特許は、CR（コンデンサ＋抵抗）を用いたLPF，HPFを構成する際、トランジスタ（ベース－エミッタ間ダイオード）を抵抗素子(R)として使うことに特徴がある。これにより、僅かなベース電流値によって広範囲な抵抗値が設定出来る、すなわち、カットオフ周波数を広いレンジで可変出来る。更に、トランジスタをバッファとしても機能させており、LPF各段（CR)の分離が可能となる。各段のCRが干渉しないためカットオフ周波数近辺のキレが良い。これに対して、TB-303等ではトランジスタ（またはダイオード）を抵抗として使う点はMOOGと同様であるが、CR各段間にバッファ機能を入れない、すなわちCR各段を直結することで特許を回避した。結果としてカットオフ特性が鈍る（傾きが緩い）特性とならざるを得なかった。この傾きの緩さから、4次フィルタであるにもかかわらず、3次と間違われることがある。文献によっては「TB-303は3次LPFであるから独特な音となる」等といった誤った記述が見られるため、注意を要する。
梯子型4次LPFのもう一つの大きな特徴は、トランジスタの非線形性による歪の発生にある。例えば、電圧上昇率一定の鋸波を入力した場合、指数関数曲線状に増加する出力となる。この結果、歪が生じ、倍音が付加された音が生み出される。この点、トランジスタ等の非線形素子を用いた梯子型4次LPFは音源の一部を担っているという見方も出来る。この特徴は、特許を回避した派生版のLPFについても同様である。
※特許名称：バイポーラトランジスタのベース－エミッタダイオード抵抗を使用したハイパス及びローパスフィルタ。特許日：1969年10月28日。著名なMOOG奏者ガーション・キングスレイの誕生日と同じ。

## モーグ・シンセサイザーの音楽界での使用例
モーグ・シンセサイザーは、まずラジオやテレビなどのジングル・メーカーに使用されたことで音楽業界内での知名度を高めた。電子音楽に関係する研究機関、学校、放送局といった施設費予算による購入層以外で、一般には高価であったこの楽器を個人や小規模な音楽プロダクションで購入可能だった顧客層は、コンスタントな音楽制作により一定収益を確保可能な商業音楽分野の音楽家に当初は限られていた。ジャン＝ジャック・ペリーとのコンビネーション・ワークで「ペリー&キングスレイ」（ペリキン）として知られるガーション・キングスレイもそうしたミュージシャンの一人であった。エリック・シディの紹介で1967年にモーグから直接モジュラー・システムを購入したキングスレイは、後にディズニーが「エレクトリカルパレード」に使用した「バロック・ホウダウン」を含むヴァンガード・レーベルでの諸作と、世界的なヒット曲となった「ポップコーン」及び「ファースト・モーグ・カルテット」でのライブ活動でモーグ・シンセサイザーの存在をアピールした。
モーグ・シンセサイザーを最も世に知らしめたのは、1968年10月にウォルター・カーロスが発表した『スイッチト・オン・バッハ（Switched On Bach）』である。この作品はシンセサイザーによるアルバムで初のミリオンセラーヒットを記録し、ジャンルの枠を超えて以後大小レコード会社各社から『スイッチト・オン…』系統の作品乱立をも生んだ。
ポピュラー音楽においては、ザ・モンキーズが1967年11月に発表したアルバム『スター・コレクター（Pisces, Aquarius, Capricorn & Jones Ltd.）』が最初期の使用例として知られる。「Daily Nightly」「Star Collector」の2曲で用いられたモーグ・シンセサイザーはメンバーのミッキー・ドレンツが購入したものであった。バーズが1968年1月に発表したアルバム『名うてのバード兄弟』やサイモン・アンド・ガーファンクルが1968年4月に発表したアルバム『ブックエンド』などでも使用された。『名うてのバード兄弟』の再発盤にはボーナストラックとしてインストゥルメンタル「Moog Raga」が収録されている。1968年9月にローリング・ストーンズが購入したモジュラー・システムは1968年のイギリス映画『パフォーマンス』にその姿を見ることができる。
1969年1月に購入したビートルズは、アルバム『アビイ・ロード』のレコーディングに使用してモーグ・シンセサイザーの知名度を高めた。
『スイッチト・オン・バッハ』を聞きモーグ・シンセサイザーに興味を持ったキース・エマーソンは、ナイスとロンドンのロイヤル・フィルハーモニー管弦楽団が共演したロンドンのロイヤル・フェスティバル・ホールのステージで、モーグのモジュラー・システムを初めて使用した（「未来の<サウンド>が聞こえる　電子楽器に夢を託したパイオニアたち」マーク・ブレンド／著 ヲノサトル／訳、アルテスパブリッシング、2018年、ｐ288）。マイク・ヴィッカースから借りたモジュラー・システムで、舞台ではプログラムは持ち主のマイク・ヴィッカースが担当した。その後、エマーソン自身も音色のプリセット機能を備えたモジュラー・システムを購入し、新たに結成されたエマーソン・レイク・アンド・パーマー (EL&P) のステージに導入することで、モジュラー・システムの視覚的な知名度をも高めた。レコーディングでは1970年のEL&Pのデビューアルバムに収録された「ラッキー・マン」にその代表的なポルタメント・サウンドを聞くことができる。エマーソンは、本来ライブ演奏向けではなかったシンセサイザーというスタジオ機器をステージに導入することで、演奏者と機械の格闘という視覚的要素をロックにおけるステージ・エンターテインメントに初めて取り入れた。ケーブルが複雑に入り組んだパネルのつまみを激しく動かして演奏し、時にリボン・コントローラーを携えて客席に飛び込み、リボン・コントローラーに仕込んだ火薬をステージから打ち上げる様子は、当時オーディエンスはもちろん開発者のモーグ自身にも大きな衝撃を与えた。
ドイツではモジュラー・システムの1モジュールである960・シーケンシャル・コントローラを発音変調制御に使用した反復フレーズを基本とする音楽がタンジェリン・ドリームの成功などで人気を獲得し、さらにクラフトワークなどのヒットによってテクノ・ポップという新しいジャンルへと利用法を拡大した。ステップシーケンサーによる人工的で制約的なフレーズとリズムの反復機能は、本来はゆらぎを持つ人間の生態リズムが、一定の基準によるゆらぎの少ない繰り返しのリズムに対して引き込み効果を持つという特徴に即したテクノやディスコ・ミュージックのスタイルとなり、ジョルジオ・モロダーは彼のミュンヘン・サウンドを構築して数多くのヒットを生んだ。とはいえ、タイムコード・リンクとプログラム可能なドラム・マシンの登場以前は、まずモジュラー・システムのステップシーケンサーでガイド用クリック・トラックをマルチ・テープに録音し、その音に合わせて実際のドラマーがアコースティック・ドラムスを叩く「人力作業」で多くの録音制作が成されていた。その後1970年代末には各種のディジタル・シーケンサが普及しはじめ (Oberheim DS-2、シンクラビア、MC-8、 フェアライト、PPG 340/380 System、MC-4等)、音楽制作にステップ・シーケンサを駆使する必然性は低下した。

## モーグ・シンセサイザーの衰退と復活
1960年代に登場したトランジスタ式のシンセサイザーは、1970年代初頭ヴァン・クーベリングによるミニモーグの販売営業活動を通じ、初めて流通業者や市場の認知を受けて楽器店に並ぶようになった。しかしモーグと同時代に発展したブックラ、アープ、EMSの他、後発のヤマハ、オーバーハイム、シーケンシャル・サーキット等も登場し高機能な製品を発売するようになり、市場におけるモーグ・シンセサイザーの優位性は揺らいでいった。そして1980年代半ば低価格なディジタル製品が登場すると、モーグをはじめ多くのシンセサイザー・メーカが市場の表舞台から姿を消した。(なお旧Moog Music社は1986年キーボード製品の製造を終了したが、旧製品のメンテナンス・サービスは1993年の会社閉鎖前後まで継続された。その後、2002年にロバート・モーグが商標を取り戻し、Big Briar社を社名変更して現在のMoog Music社となった)
その間、各種媒体への広告展開拡大に従ってミュージシャンとシンセサイザー・メーカー間にはマネージメントが介入し、エンドースメント、ツアーなどでの機材サポート、広告契約による収入がシンセサイザーを演奏するミュージシャンにとって大きな関心事となった。ミュージシャンのシンセサイザー・ディベロッパーへの要求が、演奏性や音楽性のみならず、ビジネス的な利益に偏ったことを憂いた晩年のモーグは、ノースカロライナ州アシュビルに居を構え小規模工房でのシンセサイザー開発に戻った。
モーグ・シンセサイザーが登場した時点では、シンセサイザーを構成する回路部品は全てアナログデバイスであった。しかし、現在では回路が複雑でコストがかかるアナログ・シンセサイザーは製品の主流ではなく、サンプリング波形などによる発音部にデジタルフィルターとDSPによる音色合成部などがCPUで制御されるデジタルシンセサイザーがほとんどである。また、単体ハードウェアとしての製品のみならず、シンセサイザーはソフトウェア・パッケージとしても商品化され、一部にはPDSとして流通するものもある。一方で、現行機種では得ることが困難な質感を求めて、製造を終えた旧式のシンセサイザーを重用するミュージシャンも多い。いわゆる「ビンテージ・シンセ」と呼称されるそれらのシンセサイザー市場において、モーグ・シンセサイザーは今も高い人気を有している。

## 日本におけるモーグ・シンセサイザー
1970年の大阪万博で未来の音楽として電子音楽が紹介されるなど、電気的に生成された音=電子音の存在が一般にも知られ始めた頃、日本でもモーグ・シンセサイザーを使用した最初のヒットレコード、ウェンディ・カルロスの『スイッチト・オン・バッハ』（1968年、日本発売は翌1969年）がオーディオマニアや音楽ファンに大きな反響を呼び、モーグはシンセサイザーの代名詞として認知度を高めつつあった。
映画音楽、NHKの大河ドラマやアニメーション番組などの音楽を作曲していた冨田勲は、大阪万博の東芝IHI館の音楽を担当した当時、3か月ほど大阪に滞在した。その時訪れた輸入レコード店で『スイッチト・オン・バッハ』と出会い、このモーグ・シンセサイザーのみで演奏されたアルバムを知ったが「せっかくモーグ・シンセサイザーを使っていながら音色の趣向を凝らしていない」と懐疑的な感想を持った。そして、自分ならば、モーグ・シンセサイザーによって「オーケストラに感じていた限界を打ち破り、実現でき得なかった夢を叶える」ことができると考え、またこれは「将来極めて重要なものになる」との予感からモーグ・シンセサイザーの購入を決意した。
モーグ・モジュラー・システムの日本最初の購入顧客はヤマハ（日本楽器）で、冨田以前にも数人のミニモーグ・ユーザーが日本には存在した。モーグ社の記録によると、1971年10月頃、モーグIII-P(ポータブル・ケース型)が飛鳥貿易を経由して日本に出荷され、それが冨田勲に渡ったとされている。
そのモーグ・シンセサイザーについてきた取扱説明書はわかりにくく、コードをつないでも不快な音しか出ず「これはなんとかしないと、1,000万円も出して、アメリカから鉄くずを買ってしまったことになる」と、当初は焦ったと冨田は述懐しているが、操作に習熟すると音作りに没頭する。やがて、CBSソニーから『スイッチト・オン・ヒット&ロック』（1972年）を発表。本作は、生のリズムセクションにシンセサイザーの上モノをダビングした、俗にいう「モーグ・レコード」のスタイルだったが、その後ドビュッシーのピアノ曲をモチーフにしたRCA社から発売されたアルバム「Snowflakes Are Dancing」（日本発売題：『月の光』）（1974年）で独自の色彩的表現を開花させた。
『月の光』の完成時、日本のレコード会社からのネガティブな反応に辟易した冨田は、米国RCAレコードへの直接売り込みを敢行する。RCAとのコネクションがなかった冨田は、慶應義塾大学時代の友人関係のつてでRCAアジア太平洋地区代表だった山本徳源を紹介された。山本は、米国RCAのプロデューサー、ジョン・ファイファー (John Pfeiffer) にテレックスを打つなど米国本社との仲介に尽力した。ファイファーは、クラシックレコード界のインプレッサリオにとどまらず、自らも電子音楽作品『Electronomusic - 9 Images』（RCA Victrola, 1968年）を制作し、RCAのクアドラフォニック (Quadraphonic) システムや後のデジタル録音開発にも参与するなどテクノロジーに対する理解も深いプロデューサーであった。当初RCAで冨田を担当したとされるピーター・マンヴェスと『スイッチト・オン・バッハ』の関連は不明だが、マンヴェスのRCA退社を受けて担当ディレクターを務めたとされるトーマス・シェパード (Thomas Shepard) は、1960年代コロムビア・レコードに在籍した後、1974年にRCAへ移籍、その後RCAレッドシール部門の副社長になった人物でコロムビア時代に『スイッチト・オン』タイプの作品『Everything You Ever Wanted To Hear On The Moog』も手がけている。
こうして「Snowflakes Are Dancing」（『月の光』）は1974年4月、米国で先にリリースされ、米ビルボードのクラシカル・チャート1位、ポップ・チャート最高位67位を記録、1975年のグラミー賞4部門にノミネートされるなど日本人制作作品としては破格の成功を米国でおさめた。その後同作は『月の光』として日本でもリリースされ、「メイド・イン・ジャパン」「逆輸入品」という好イメージも加わり、国内でも広く一般にモーグ・シンセサイザーとその第一人者として冨田を知らしめる礎となった。以後、コンスタントにシンセサイザー作品をリリースした「世界のトミタ」の成功は、日本でのモーグ・シンセサイザーの知名度を飛躍的に高めた。
1971年頃、冨田のアシスタント業務を受け持つ「インターパック」に所属していた松武秀樹は、その後自らモジュラー・システムを購入。1974年に独立後、数々のスタジオ・レコーディング作品にモジュラー・システムをレンタルし、そのマニピュレーターとしてモーグ・シンセサイザーのサウンドを日本のポピュラー音楽に提供した。
最初期の日本人音楽家では、佐藤允彦が1971年からミニモーグを使用して作品をリリースしている。加藤和彦は1971年10月5日にミニモーグを使用したアルバム『スーパー・ガス』をリリース。渡辺宙明は1972年頃にミニモーグを購入し、『人造人間キカイダー』『マジンガーZ』等、アニメや特撮作品での楽曲に重用し、エフェクティブなモーグサウンドをテレビの帯番組を通じて毎週提供し少年達の心を躍らせた。渡辺は、現在もオリジナルのミニモーグを愛用している。
2012年9月8日放映の「タモリ倶楽部」(テレビ朝日系)では、「初期型モーグシンセ（箪笥）で音を作ろう」と題し、冨田勲と松武秀樹がMOOG III-Cを用いて実際に雑談混じりに音作りを行った。

## 羽田税関事件
モーグ社側は、輸出時のインボイス表記を主に「シンセサイザー」としていた。それに「楽器」または「電子機器」という注釈を付けていたのかは定かではないが、日本での通関手続き時に関税率を第16部・機械及び電気機器＝84類の電子機器とするか、85類の録音機器にするか、第18部・92類の楽器及び付属品とするかで、当時税関と輸入者との合意が得られなかったことが「事件」とされている（当時の関税率比較の実数は不明）。輸入業者の飛鳥貿易は1971年6月にモーグ・ミューソニック社とミニモーグの輸入取引実績を持ち、既に日米間でのモーグ・シンセサイザーの通関実績を残している。鍵盤を備えた外見的な特徴から、ミニモーグの場合は関税率を「楽器」として分類することは難しくなかったと考えられる。しかし、キーボード部分と分離したモジュラー型の場合、税関側が関税率をそれぞれに分離して指示した可能性もあるが実際は不明である。現在はどちらの分類でも消費税を徴収されるのみで関税は無税であり、日米間でシンセサイザーを輸入する際にそれが「楽器」か「電子機器」かが問題になることはない。
モーグ社側が提示する最初期の日本への出荷記録は以下の通りである。
- 1970年11月10日：ヤマハ (Nippon Gakki Co. Ltd.) モジュラー×3システム
- 1971年2月5日：ヤマハ (Nippon Gakki Co. Ltd.) モジュラー×1システム
- 1971年8月26日：飛鳥貿易 (ASKA Trading Co. Ltd.) モジュラー×1システム
- 1971年9月24日：飛鳥貿易 (ASKA Trading Co. Ltd.) モジュラー×1システム

モーグ社側には、当初日本でどの機種が誰に渡ったかという明確なエンドユーザー記録がなかった。
ミニモーグの日本への最初期の出荷記録は以下の通りである。
- 1971年6月30日：飛鳥貿易 (ASKA Trading Co. Ltd.) シリアル番号＝1149, 1150, 1152, 1154

## モーグとムーグ
開発者であるモーグ Dr. Robert Arthur Moog (Bob Moog) はオランダ系アメリカ人で、氏名の発音により忠実な日本語表記は「モーグ」である。当初は直接販売がほとんどであったため、本国でもユーザーや代理店が発音や表記を誤る例は少なかった。しかしMoogを「モーグ」（より正確にはモウグ）と発音することは、Googleを「ゴーグル」（ゴウグル）と発音するのと同じで、一般的なアメリカ英語ではこのような発音はなされない。そのため市場が拡大するにつれ「ムーグ」と誤って呼ぶ人が増えることになった。アメリカでは牛の鳴き声の擬音は「ムー」であり、モーグの妻で小学校の教師をしていたシャーリーが、生徒に「ムーグ」と呼ばれることに閉口したというエピソードや、2人が結婚するにあたって、妻が「その前に、モーグなのかムーグなのか教えて」と言ったというエピソードもある。
元ジェリーフィッシュのロジャー・マニングとオーディティー・ファウンデーションのブライアン・キーヒューは、シャーリーの著書である料理本『Moog's Musical Eatery』にインスパイアされ、アナログ・シンセを網羅した彼らのプロジェクトをMoog Cookbookと命名した。ロジャーは、キーボード誌のインタビューで「モーグなんて発音するのはシンセオタクだけで、多くの人間がムーグと呼ぶ。いちいち修正することには疲れたのでムーグ・クックブックと発音することにした」と答えているが、Moog Cookbook結成以前にロジャーとブライアンはモーグと直接の面識がなかった。1998年1月29日から2月1日にL.A.のコンベンション・センターで開催されたWinter NAMMに関連したアフター・アワーズ・コンサートがハリウッド「アスレチック・クラブ」で開かれた際、Moog Cookbookとして出演したロジャーとブライアンはキーボード誌編集者の仲介で初めてモーグ本人と面会した。「その時は怒られるかと思った」（ブライアン）と恐縮する2人に、モーグは笑いながら正しい発音を伝えた。非礼を詫びたブライアンは、以後モーグの信奉者となり晩年の開発を含む多くの活動もサポートした。ブライアンはザ・フーのツアーメンバーとして活動する傍ら、多くのトレード・ショーでモーグ社のデモンストレーターをボランティアで務めている。知己を得て以降、ブライアンは二度と誤った発音でモーグの名を呼ぶことはなかった。
日本では1960年代後半から1970年代初期の日本盤レコードのタイトルや解説、帯などにはモーグという表記も多く見られたが、ヤマハが輸入代理業務を始めた1970年代初期は、ビル・ウェイトナによるR.A.MOOG社の買収、さらにその後ノーリンに転売されるなどの状況下で、モーグ本人が商標権のコントロールを行えない立場に置かれていたなどの事情も重なり、発音表記について日本側からモーグ本人に確認する機会を持つことなく業務が開始されていた。そのためヤマハ以後日本国内での広告、雑誌、店頭表記は誤った発音に基づく表記であるムーグとされ、それが流布し、その誤った表記と発音が一般化する結果をまねいた。
2002年、長期の法廷闘争を経て、モーグがChief Technical Kahunaを務めた新生Moog Music社（米国ノースカロライナ州アッシュビル）が商標権を正式に取り戻した時点で、公式な表記及び発音を「モーグ」とするよう要請した経緯から、日本でも「モーグ・シンセサイザー」と呼ぶことを正式とし、特許庁で商標権登録及び表記呼称修正済みとなっている。
2002年以降、日本語での表記及び発音は「モーグ」を正しいとするモーグ本人の要請に従い、日本のオフィシャル・サプライヤーであったモリダイラ楽器がそれを遵守した。
2013年4月1日以降、KID（KORG Import Division）が、Moog Music社製品の日本国内代理店業務を開始し、日本語表記も引き続き遵守する。
ちなみに、ロバート・モーグの従兄に当たるBill Moogもエンジニアで制御機器大手メーカー「MOOG」の創業者であるが、こちらの日本語表記は「ムーグ」である（つまり楽器はモーグ、その他の航空･産業用･軍用機器はムーグ）。

## 保存
NHK放送博物館で冨田勲が使用したMOOG IIIが保存される。